# 霍布斯角
64°37′S 62°3′W / 64.617°S 62.050°W
霍布斯角（英語：Hobbs Point），是南極洲的海岬，位於葛拉漢地的丹科海岸，處於布魯克林島東北端，由比利時探險隊繪入地圖，以地質學家命名，現時由南極條約體系管理。